# Baltmannsweiler
Baltmannsweiler é um município da Alemanha, no distrito de Esslingen, na região administrativa de Estugarda, estado de Baden-Württemberg.